# Patagonotothen longipes
Patagonotothen longipes és una espècie de peix pertanyent a la família dels nototènids.

## Descripció
- 6 espines i 32-35 radis tous a l'aleta dorsal i cap espina i 31-33 radis tous a l'anal.
- 51-53 vèrtebres.[6][7]

## Depredadors
És depredat per Squatina guggenheim.

## Hàbitat
És un peix d'aigua marina, bentopelàgic i de clima temperat (35°S-54°S).

## Distribució geogràfica
Es troba al Pacífic sud-oriental: Xile.

## Observacions
És inofensiu per als humans.